# Chitabong Island
Chitabong Island är en ö av Gambiafloden i Gambia.   Den ligger i kommunen Kanifing, i den västra delen av landet, 4 km sydväst om huvudstaden Banjul. Arean är 0,63 kvadratkilometer. Ön består av träskmark.